# توآ کریستنسن
توآ کریستنسن (دانمارکی: Thor Kristensen؛ زادهٔ ۴ ژوئن ۱۹۸۰) قایقران روئینگ اهل دانمارک بود.